# Laurence Ginnell
Laurence Ginnell (baptisé le 9 avril 1852 - 17 avril 1923) est un homme politique nationaliste irlandais, avocat et député de la Chambre des communes du Royaume-Uni de Grande-Bretagne et d'Irlande en tant que membre du Parti parlementaire irlandais pour Westmeath North. aux élections générales britanniques de 1906. À partir de 1910, il siège comme nationaliste indépendant et aux élections générales de 1918, il est élu pour le Sinn Féin.

## Jeunesse
Ginnell est né à Delvin, dans le comté de Westmeath, en 1852, fils de Laurence Ginnell et Mary Monaghan et jumeau de Michael Ginnell. Il est autodidacte et est admis au barreau irlandais ainsi qu'au barreau d'Angleterre et du Pays de Galles. Dans sa jeunesse, il participe à la guerre agraire et est secrétaire particulier de John Dillon.
La dernière grande campagne sociale et agraire du mouvement Home Rule, la Guerre des Ranchs (1906 et 1909), est en grande partie dirigée et organisée par Ginnell depuis le bureau central de la United Irish League. Ginnell est élu député en 1906, prend son siège à Westminster et prête allégeance à Édouard VII. Le 14 octobre 1906, il déclenche la « guerre » à Downs, dans le comté de Westmeath.
Le but de la guerre est d'apporter un soulagement au grand nombre de paysans sans terre et de petits exploitants, en particulier dans l'Ouest, qui étaient relativement épargnés par le Wyndham Land Purchase Act (1903) et par la politique plus large d'achat. La stratégie poursuivie par Ginnell est la politique de Down, ou élevage de bétail, une procédure destinée à harceler les intérêts des éleveurs prospères, dont les « ranchs » occupent de vastes étendues sous-peuplées et sous-exploitées. La « politique du bas » visait également à attirer l'attention du public sur les inégalités scandaleuses qui subsistent dans la campagne irlandaise. Les conservateurs au sein de la direction du Home Rule se méfient naturellement de la résurgence des troubles agraires, mais la position de l'organisation du parti se durcit à la suite d'un projet de loi décevant sur la décentralisation en mai 1907, du nouveau gouvernement libéral, de sorte qu'il semblait logique de se tourner vers le mécanisme traditionnel de réactivation de la question nationale : l’agitation agraire.
Les actions de Ginnell commencent à ralentir après l'été 1908, et l'agitation cesse avec l'adoption d'une loi de 1909 par le secrétaire en chef libéral Augustine Birrell qui permet le transfert à la Commission foncière des terres agricoles par achat obligatoire, qui est saluée par le mouvement national comme une victoire historique. En réalité, la guerre des ranchs a entraîné une implosion au sein de certains secteurs du parti irlandais, car ses dirigeants n’avaient pas facilité l’application du Wyndham Land Purchase Act en premier lieu parce que John Dillon et ses alliés voulaient le conflit avant la victoire.
En 1909, Ginnell est expulsé du Parti parlementaire irlandais (IPP) pour avoir demandé à consulter les comptes du parti, après quoi il siège en tant que nationaliste indépendant. Pendant ce temps, il est fréquemment appelé « le député de l'Irlande ». À Westminster, il critique vivement la politique de guerre du gouvernement britannique et l'exécution de certains participants à l'insurrection de Pâques de 1916. Le 9 mai, il accuse le Premier ministre britannique Herbert Henry Asquith de « meurtre » et est expulsé de force de l'assemblée. Il rend visite à de nombreux prisonniers internés dans diverses prisons du Pays de Galles et d'Angleterre.

## Sinn fein
En 1917, il fait campagne pour tenter d'assurer l'élection de George Noble Plunkett lors de l'élection partielle de Roscommon Nord au cours de laquelle il bat le candidat de l'IPP sur un programme abstentionniste. À la suite de la victoire d'Éamon de Valera à East Clare, alors qu'il représente le Sinn Féin, le 10 juillet 1917, Ginnell rejoint le Sinn Féin.
Au Sinn Féin Ard Fheis cette année-là, au cours duquel le parti est reconstitué en parti républicain avec de Valera comme président, Ginnell et WT Cosgrave sont élus trésoriers honoraires. Il est emprisonné en mars 1918 pour avoir encouragé l'agitation foncière, puis déporté à la prison de Reading. Aux élections générales de 1918, il est élu député du Sinn Féin pour la circonscription de Westmeath en battant confortablement son challenger IPP. Après sa sortie de prison, il assiste aux débats du premier Dáil. Avec son collègue député James O'Mara, il est l'un des seuls députés à être membre à la fois de la Chambre des communes et du Dáil Éireann.
Il est nommé directeur de la propagande au deuxième ministère de la république d'Irlande.
Après avoir passé un an en tant que militant républicain à Chicago, il est nommé représentant de la république d'Irlande en Argentine et en Amérique du Sud par de Valera. Il y mène son travail de propagande en distribuant des exemplaires de l'Irish Bulletin et en fournissant la version Sinn Féin du conflit pendant la guerre d'indépendance. Le 16 août 1921, il rentre chez lui pour assister à la première réunion du deuxième Dáil. Il retourne en Argentine quelques mois plus tard pour y occuper le poste de représentant de la République.

## Position anti-traité
Il s'oppose au traité anglo-irlandais ratifié par le Dáil en janvier 1922 et est élu député anti-traité du Sinn Féin aux élections générales de 1922 à la veille de la guerre civile irlandaise.
Le 9 septembre 1922, Ginnell est le seul député anti-traité à assister à la réunion inaugurale du Parlement provisoire ou troisième Dáil.
De Valera le nomme plus tard membre de son « Conseil d'État », un organe de douze membres créé pour le conseiller sur la détérioration de la situation dans la guerre civile. Ginnell retourne aux États-Unis peu après pour servir d'envoyé de la République dans le pays. Il ordonne à Robert Briscoe et à certains de ses amis de prendre possession des bureaux consulaires de Nassau Street, à New York, alors aux mains du gouvernement de l'État libre, pour obtenir la liste des abonnés à la collecte d'obligations organisée pour aider la lutte. dans la guerre d'indépendance. À l’époque, un procès était en cours pour décider qui avait droit aux fonds : le gouvernement provisoire nouvellement installé ou de Valera, l’un des trois administrateurs parmi les anti-traités. Ginnell est décédé aux États-Unis le 17 avril 1923, à l'âge de 71 ans, toujours en campagne contre le traité anglo-irlandais.

## Sources
- Briscoe, Robert (1958) For the Life of Me
- Gallagher, Frank (édition 2005) The Four Glorious Years.
- Ginnell, Laurence (1993) The Brehon Laws: A Legal Handbook , (ISBN 978-0-8377-2213-9)
- Ginnell, Laurence (1919 ?) The Irish Republic. Why? Official statement prepared for submission to the Peace Conference
- Laurence Ginnell – 'La députée de l'Irlande'".
- *Jackson, Alvin, Home Rule: An Irish History 1800–2000, Fall and Rise 1892–1910, Phoenix Press, 2003, 110–13 p. (ISBN 0-7538-1767-5)
- Macardle, Dorothy (1937) The Irish Republic